# Li Si
Li Si (čínsky pchin-jinem Lǐ Xī, znaky zjednodušené 李希; * 16. října 1956 Liang-tang, Kan-su) je čínský komunistický politik, od roku 2017 člen politbyra a tajemník kuangtungského provinčního výboru Komunistické strany Číny.

## Život
Li Si se narodil 16. října 1956 v okrese Liang-tang v provincii Kan-su v severozápadní Číně. Absolvoval Severozápadní univerzitu, roku 1982 vstoupil do Komunistické strany Číny. Působil v různých funkcích v aparátu komunistické strany v provincii Kan-su, roku 2006 byl přeložen do provincie Šen-si na místo tajemníka jenanského prefekturního výboru KS Číny. Roku 2011 přešel do Šanghaje, zde vedl organizační odbor městské správy, a poté vykonával funkci zástupce tajemníka šanghajského výboru strany. Roku 2014 byl přeložen do severovýchodní provincie Liao-ning na post guvernéra (do roku 2015 úřadujícího) provincie a zástupce tajemníka provinčního výboru komunistické strany. Roku 2015 postoupil na místo tajemníka liaoningského výboru KS Číny.
Na XVII. (2007) a XVIII. sjezdu (2012) KS Číny byl zvolen kandidátem ústředního výboru. Na XIX. sjezdu koncem roku 2017 byl zvolen členem ústředního výboru a 19. politbyra. Vzápětí se stal vedoucím tajemníkem strany ve významné jihočínské provincii Kuang-tung (kde nahradil Chu Čchun-chuu, přeloženého do Pekingu do funkce místopředsedy čínské vlády).
Na XX. sjezdu koncem roku 2022 byl znovuzvolen do ÚV a povýšil na tajemníka Ústřední komise pro kontrolu disciplíny a člena stálého výboru politbyra. V Kuang-tungu ho nahradil Chuang Kchun-ming.